# Vojdan Stojanovski
Vojdan Stojanovski (in macedone Војдан Стојановски?; Skopje, 9 dicembre 1987) è un cestista macedone.
Ha un fratello gemello, Damjan, anch'egli cestista.

## Carriera
Con la Macedonia del Nord ha disputato quattro edizioni dei Campionati europei (2009, 2011, 2013, 2015).

## Palmarès
- Campionato macedone: 2

MZT Skopje: 2021-2022, 2022-2023
- Coppa di Macedonia: 4

Vardar: 2007
AMAK SP Ohrid: 2009
MZT Skopje: 2023, 2024
- Coppa di Germania: 1

Alba Berlino: 2014
- Supercoppa tedesca: 2

Alba Berlino: 2013, 2014
- Lega Balcanica: 1

Kavadarci: 2010-11